# Roland Berger Strategy Consultants
Roland Berger («Роланд Бергер») — международная компания, занимающаяся управленческим консалтингом.

## История
Компания была основана Роландом Бергером (англ.) в 1967 году после того, как он четыре года проработал в фирме Gennaro Boston Associati в Бостоне и Милане. К 1987 году компания с объемом продаж более 100 млн немецких марок стала крупнейшей консалтинговой фирмой в Германии.
Для финансирования развития бизнеса за рубежом Роланд Бергер позволил Deutsche Bank приобрести миноритарный пакет акций, который в 1988 году увеличился до 75,1 %. Данный факт стал проблемой для компании в США, где Федеральный резервный банк запрещает дочерним организациям коммерческих банков предоставлять консалтинговые услуги, поэтому менеджеры Roland Berger выкупили акции Deutsche Bank в 1998 и 2000 годах.
В ноябре 2010 года компания вела переговоры о слиянии с консалтинговым подразделением Deloitte, но отказалась от этих планов, так как Партнеры Roland Berger решили вложить в развитие фирмы больше собственных ресурсов. В 2013 году по запросу Партнеров Исполнительный комитет компании рассматривал «внешние варианты развития» и возможную продажу фирмы — по имеющимся данным, соответствующее предложение поступило от Ernst & Young, но, в конечном итоге, было отклонено руководством. В июне 2015 года на работу в Roland Berger перешел весь коллектив немецкой консалтинговой фирмы FMC Consultants GmbH.
В сентябре 2015 года компания объявила о ребрендинге, представив логотип, который специалисты компании описывают как «букву B цвета титаниум», объединенную со словами «Roland Berger», и убрав из официального названия компании слова «Strategy Consultants».

## Организация
В основе корпоративной организации лежат международные «экспертные центры», а также различные функциональные и отраслевые блоки.
В общей сложности, сеть Roland Berger насчитывает 50 офисов в 36 странах мира. 

## Услуги и клиенты
Roland Berger консультирует клиентов по вопросам маркетинга и реструктуризации бизнеса, однако, помимо этого, в компании действуют практики по корпоративному развитию, корпоративным финансам, управлению информацией, операционной стратегии, повышению эффективности и разработке общекорпоративной стратегии. Несмотря на то, что среди клиентов компании превалируют предприятия автомобильной промышленности и производственно-технического назначения, Roland Berger также сотрудничает с организациями из таких отраслей, как энергетика и химия, машиностроение и электроника, финансовые услуги, информационные и коммуникационные технологии, фармацевтика и здравоохранение, государственный сектор и транспорт.
В число клиентов Roland Berger входят корпорации, некоммерческие организации и государственные учреждения.

## Проекты и инициативы
С 2013 года общественная деятельность (pro bono) Roland Berger сосредоточена на развитии образовательных программ и реализуется через «Фонд Роланда Бергера», который был создан в 2008 году почетным председателем Совета директоров Роландом Бергером. Фонд, под управлением которого находятся 50 миллионов евро, поддерживает одаренных детей и подростков из социально неблагополучных семей с помощью программы специальных стипендий в Германии. По состоянию на 2014 год участниками программы были 500 учеников в возрасте от 6 до 18 лет по всей Германии.
В 2006 году компания учредила премию Best of European Business для оказания спонсорской поддержки инициативе Counterparts по развитию культурно-образовательных программ в Центральной и Восточной Европе и программе Young Global Leaders Всемирного экономического форума). Компания также сотрудничает с некоммерческой организацией Focus: HOPE, цель которой — борьба с расизмом и нищетой через реализацию образовательных программ. Данная организация располагается в Детройте, где также находится один из офисов Roland Berger в США.

## Ключевые фигуры
- Роланд Бергер (Roland Berger) — предприниматель, меценат и основатель фирмы, на данный момент почетный председатель Совета директоров
- Шарль-Эдуард Буэ (Charles-Edouard Bouée) — генеральный директор, бывший операционный директор компании
- Маркус Беррет — председатель Наблюдательного совета
- Вильфрид Аульбур — руководитель азиатского направления и управляющий партнер (Индия)

## Публикации
think: act — бренд, под которым публикуются все корпоративные издания Roland Berger, в том числе книги, брошюры, журналы и исследования. Журнал think: act выходит три раза в год на английском, китайском и немецком языках. За все время деятельности Roland Berger опубликовал более 40 книг.